# Украинцы в Польше
Украинцы в Польше  (укр. Українці Польщі, пол. Ukraińcy w Polsce) — одна из национальных общин в Польше, являющаяся автохтонным (коренным) населением на территории этого государства.
По данным Объединения украинцев в Польше, численность украинцев составляет 350—500 тыс.. Исходя из численности верующих греко-католической и православной церквей численность украинского населения в Польше может оцениваться в 4 миллиона человек.
Предки украинцев издавна проживали в исторических областях Бойковщина, Лемковщина, Подляшье, Холмщина, Надсанье, часть которых находится на территории современной Польши. Регионом компактного проживания является Варминско-Мазурское воеводство и крупные города, такие как Варшава (5-10 тысяч украинцев), Краков (3 тысячи) и другие.
На конец 2024 года самой многочисленной группой иностранцев в Польше остаются граждане Украины – 787,5 тыс. человек по официальным данным ZUS.

## История
Украинцы являлись автохтонным населением таких земель, как Бойковщина, Лемковщина, Подляшье, Холмщина и Надсанье. Часть территории этих историко-этнографических областей находится у восточных и юго-восточных границ современной Польши.
После Люблинской унии (1569) происходила латинизация и полонизация украинского населения Польши.
Судьба украинцев Польши на протяжении XX века складывалась достаточно драматически и даже трагически.
Во время Первой мировой войны значительная часть украинцев с восточных и юго-восточных земель была эвакуирована на восток. В результате такой политики примерно до 2/3 украинского населения было в течение июня-июля 1915 г. вывезено с территории Холмской губернии вглубь Российской империи, и расселено в 39 губерниях и 5 областях. Число депортированных достигало 300 тыс. человек.
Выселение российскими и польскими властями украинских жителей, полонизация части украинских католиков, а также активная польская колонизация привели к 40-м годам XX века к значительному преобладанию польского населения на территории Холмщины и Подляшья. Вышеуказанные искусственные демографические процессы украинской стороной воспринимались как несправедливые, временные и обратимые. Это давало право украинским политическим и государственным деятелям считать часть территории Холмщины и Подляшья в период после первой мировой войны не только исторически, но и этнически украинскими и добиваться их включения в состав украинского государства.

В конце Второй мировой войны, когда были установлены новые восточные границы Польши, в пределах которых осталась часть территорий традиционного расселения украинцев, польское правительство начало проводить принудительное выселение украинцев на территорию СССР. В период с сентября 1945 по август 1946 был переселён 482 661 украинец.
|  |  |  |

В 1947 году польские власти в ходе операции «Висла» депортировали на северо-западные земли (откуда ранее было депортировано немецкое население) около 150 тысяч украинцев, остававшихся в Польше. 3 августа 1990 года верхняя палата польского парламента Сенат — осудила это насильственное переселение украинского населения.
После «оттепели» в 1957 году на родные земли вернулось около 12 тыс. украинцев, была разрешена деятельность Украинского общественно-культурного товарищества и кружков художественной самодеятельности, обучение родному языку.

## Религия
Основной религиозной конфессией украинской общины является Украинская греко-католическая церковь.
Современная история УГКЦ в Польше берёт своё начало 31 мая 1996 года, когда Папа Римский Иоанн Павел II учредил архиепархию Пшемысля — Варшавы, на месте ранее существовавшей епархии Перемышля-Варшавы. Согласно данным на 2017 год в Польше насчитывалось 55 тыс. верующих, принадлежащих к Украинской грекокатолической церкви. В Польше УГКЦ имеет архиепископа в Пшемысле и 10 деканатов: Эльблонгский, Кошалинский, Краковско-Крыницкий, Ольштынский, Пшемысльский, Санокский, Слупский, Венгожевский, Вроцлавский и Зелёногурский.
Заметно также присутствие православных, к которым в основном относятся восточно-славянские народы, их численность составляла 504,4 тыс. в 2018 году.
|  |  |  |

## Численность украинцев в Польше

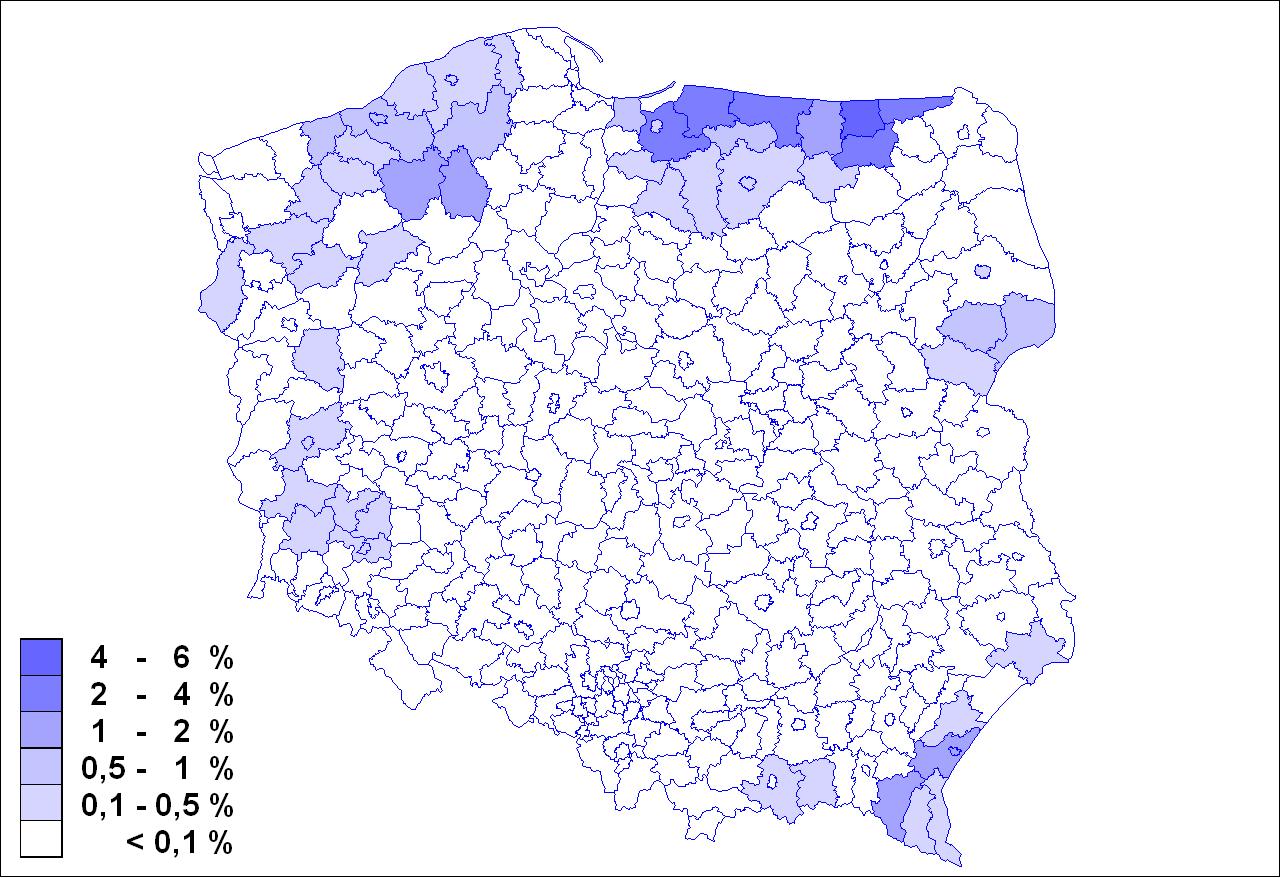
Регионы расселения и процент украинского населения в Польше согласно переписи 2002 года

Наибольшая численность этнических украинцев проживает в Варминско-Мазурском (г. Ольштын), Нижнесилезском (г. Вроцлав), Западно-Поморском (г. Щецин), Подкарпатском (г. Жешув), Поморском (г. Гданьск), Малопольском (г. Краков) и Подляском воеводствах (г. Белосток).
По данным Объединения украинцев в Польше, численность украинцев в этой стране составляет 350—500 тыс. человек.
Согласно переписи 2002 года (это была первая в послевоенной Польше перепись с учётом национального состава населения), на территории страны проживало 30 957 этнических украинцев, в том числе в воеводствах:
- Варминско-Мазурском — 12009,
- Западно-Поморском — 3943,
- Подкарпатском — 3271,
- Поморском — 2987,
- Нижне-Силезском — 1859,
- Подляшском — 1441,
- Мазовецком — 1281,
- в остальных воеводствах — 4166.

Лемков (этнографическая группа украинцев) насчитывалось 5863 чел., в основном в Нижне-Силезском (3084), Малопольском (1584), Любушском (791) воеводствах.
|  |  |  |

Согласно итогам переписи населения 2011 года (этой переписью впервые предусматривалась возможность указания двух национальностей одним и тем же респондентом) в Польше насчитывалась 26 тысяч человек, которые указали только украинскую национальность и никакую другую, 10 тысяч человек указали украинскую национальность в качестве первой из двух, ещё 12 тысяч указали украинскую национальность второй из двух возможных. Среди 22 тысяч человек, которые указали украинскую национальность одной из двух возможных (первой или второй), 20 тысяч другой национальностью указали польскую. Из 51 тыс. лиц, которые указали украинскую национальность (как единственную либо одну из двух) 32,5 % родились за пределами Польши.
По данным Национального Банка по состоянию на апрель 2016 года в Польше постоянно проживало около полумиллиона граждан Украины, из них значительную часть составляли приехавшие в Польшу на заработки.
По данным переписи населения 2021 года, 82 440 жителей Польши декларировали украинскую национальность, в том числе 64 909 как первую (из них 45 777 — единственную) и 17 531 как вторую. 34 076 опрошенных считали себя одновременно поляками. По данным переписи населения 2021 года, в Польше 55 104 человека используют белорусский язык дома.
По состоянию на конец 2023 года, официально в Польше было зарегистрировано 759,4 тысяч украинцев, это данные ZUS.
На конец 2024 года самой многочисленной группой иностранцев в Польше остаются граждане Украины – 787,5 тыс. человек по официальным данным ZUS.